# Scaphium parviflorum
Scaphium parviflorum là một loài thực vật có hoa trong họ Cẩm quỳ. Loài này được P.Wilkie mô tả khoa học đầu tiên năm 2008.